# Physoptera
Physoptera is een geslacht van insecten uit de familie van de Bochelvliegen (Phoridae), die tot de orde tweevleugeligen (Diptera) behoort.

## Soorten
- P. apicinebula (Malloch, 1924)
- P. parastigmatica Borgmeier, 1966